# ゲンロン (雑誌)
『ゲンロン』（げんろん、英：Genron）は、日本で刊行されている批評誌。株式会社ゲンロンにより2015年に創刊された。

## 沿革
2008年から2013年まで刊行された思想誌『思想地図』を継承した形で、批評家の東浩紀が2015年12月に創刊。創刊より継続して東浩紀が責任編集を務めている。2018年11月の『ゲンロン9』をもって第1期終刊。2023年3月発行の『ゲンロン14』より年2回刊行にリニューアルした。
2023年5月刊行の『ゲンロン18』の編集後記において、次号以降、『ゲンロン』本誌と若手スタッフ編集で東は内容にかかわらない『ゲンロンｙ（仮題）』とに分割し、それぞれを年1回刊行する予定とされた。

## 刊行リスト

### 第1期
編集長は東浩紀。株式会社ゲンロンより刊行。
- 『ゲンロン1  現代日本の批評』2015年12月 - ISBN 978-4907188122
- 『ゲンロン2  慰霊の空間』2016年4月 - ISBN 978-4907188153
- 『ゲンロン3  脱戦後日本美術』2016年7月 - ISBN 978-4907188177
- 『ゲンロン4  現代日本の批評II』2016年11月 - ISBN 978-4907188191
- 『ゲンロン5  幽霊的身体』2017年6月 - ISBN 978-4907188214
- 『ゲンロン6  ロシア現代思想I』2017年9月 - ISBN 978-4907188221
- 『ゲンロン7  ロシア現代思想II』2017年12月 - ISBN 978-4907188245
- 『ゲンロン8  ゲームの時代』2018年5月 - ISBN 978-4907188252
- 『ゲンロン9  第I期終刊号』2018年11月 - ISBN 978-4907188283

### 第2期
編集長は東浩紀。株式会社ゲンロンより刊行。
- 『ゲンロン10』小特集: 平成から令和へ・AIと人文知、ほか収録、2019年9月 - ISBN 978-4907188320
- 『ゲンロン11』小特集:「線の芸術」と現実、ほか収録、2020年9月 - ISBN 978-4907188382
- 『ゲンロン12』特集: 無料とはなにか、ほか収録、2021年9月 - ISBN 978-4907188429
- 『ゲンロン13』小特集: ロシア的なものとその運命、ほか収録、2022年10月 - ISBN  978-4907188474
- 『ゲンロン14』座談会: 博物学的な知と「どっちつかず」の美学、ほか収録、2023年3月 - ISBN 978-4907188481
- 『ゲンロン15』巻頭論文: 哲学とはなにか、あるいは客的-裏方的二重体について、ほか収録、2023年10月 - ISBN 978-4907188528
- 『ゲンロン16』小特集: ゲンロンが見たウクライナ、ほか収録、2024年4月 - ISBN 978-4907188542
- 『ゲンロン17』特集：ユーゴを歩く、ほか収録、2024年10月
- 『ゲンロン18』特集：一族の想像力、小特集：関西とSF、ほか収録、2025年5月

## 主な掲載企画

### インタビュー
- （ボリス・グロイス）『アメリカの外ではスーパーマンしか理解されない』（訳・解題=上田洋子）
- （中沢新一）『種の慰霊と森の論理』（聞き手=東浩紀、ゲンロン2）
- （キム・ソンジョン）『博物館から庭へ——リアルDMZプロジェクトの哲学』（聞き手=黒瀬陽平+東浩紀、馬定延訳、ゲンロン3）
- （浅田彰）『マルクスから（ゴルバチョフを経て）カントへ——戦後啓蒙の果てに』（聞き手=東浩紀、ゲンロン4）
- （鈴木忠志）『人間は足から考える』（聞き手=大澤真幸+東浩紀、ゲンロン5）
- （ベルナール・スティグレール）『無限のゲームから意志と欲動の政治哲学へ』（聞き手＝東浩紀、司会＝石田英敬、ゲンロン6）
- （橋野桂）『経験装置としてのJRPG』（聞き手＝さやわか＋東浩紀、ゲンロン8）
- （イバイ・アメストイ）『ゲームは黒澤明を求めている』（聞き手＝黒瀬陽平、ゲンロン8）
- （オレグ・アロンソン、エレーナ・ペトロフスカヤ）『レーニン、収容所、ポストモダニズム――ロシア現代思想概観』（聞き手＝東浩紀、訳＝上田洋子、ゲンロン8）
- （ユク・ホイ）『わたしは自分の問いに忠実でありたい」ポストモダンとアジアと哲学をめぐる対話』（聞き手＝東浩紀　訳＝伊勢康平、ゲンロン15）
- （イリヤ・フルジャノフスキー）『ユダヤとロシアのあいだで──バービン・ヤルの虐殺とソ連という地獄』（聞き手＝東浩紀＋上田洋子、ゲンロン16）
- （ジェリミール・ヴカシノヴィッチ）『ユーゴはヨーロッパの未来だった』（聞き手＝東浩紀＋上田洋子、ゲンロン17）
- （ファルク・シェヒッチ）『戦争に声を与える』（聞き手＝東浩紀＋上田洋子、ゲンロン17）

### 連載
- 『ダークツーリズム入門』（井出明）
- 『他の平面論』（黒瀬陽平）
- 『独立国家論』#1-10（速水健朗）
- 『日常の政治と非日常の政治』（西田亮介）
- 『韓国で現代思想は生きていた』（安天）
- 『新しい目の旅立ち』（プラープダー・ユン、訳＝福冨渉）
- 『当事者から共事者へ』（小松理虔）
- 『ロシア語で旅する世界』（上田洋子）
- 『軍歌は世界をどう変えたか』（辻田真佐憲）
- 『タイ現代文学ノート』（福冨渉）
- 『賭博：夢：未来』（市川真人）
- 『イスラームななめ読み』（松山洋平）
- 『国威発揚の回顧と展望』 （辻田真佐憲）
- 『飛び魚と毒薬』（石田英敬）
- 『尖端から末端をめぐって』（梅津庸一）
- 『惑星的なものにかんする覚書』（ユク・ホイ、訳＝伊勢康平）
- 『理論と冷戦』（イ・アレックス・テックァン、訳＝鍵谷怜）
- 『日付のあるノート、もしくは日記のようなもの』（田中功起）
- 『中国における技術への問い――宇宙技芸試論 序論』（ユク・ホイ、仲山ひふみ訳）
- 『迂回路開発紀行』（高山明）
- 『芸術と宇宙技芸』（ユク・ホイ、仲山ひふみ訳）
- 『イスラエルの日常、ときどき非日常』（山森みか）

## 主な寄稿者
- 責任編集
  - 東浩紀

- 文学
  - 佐々木敦（文芸評論家）
  - 福嶋亮大（文芸評論家）
  - 安藤礼二（文芸評論家）
  - 市川真人（文芸評論家）
  - 上田洋子（ロシア文学者）
  - 貝澤哉（ロシア文学者）
  - 鹿島茂（フランス文学者）
  - 菊間晴子（日本近現代文学）
  - 沼野充義（スラヴ文学者）
  - 福冨渉（タイ文学研究）
  - 松山洋平（イスラーム研究）
  - 山森みか（イスラーム研究）
- 哲学・政治
  - 石田英敬（哲学者、フランス現代思想）
  - 千葉雅也（哲学者、フランス現代思想）
  - 國分功一郎（哲学者、フランス現代思想）
  - 中島隆博（哲学者）
  - ユク・ホイ（哲学者）
  - 宇野重規（政治学者）
  - 苅部直（政治学者）
  - イ・アレックス・テックァン（政治哲学）
- 歴史
  - 辻田真佐憲（近現代史研究）
  - 桜井英治（日本中世史）
  - 小川さやか（文化人類学者）
  - 先崎彰容（思想史）
- 作家
  - さやわか（物語評論家）
  - 海猫沢めろん（小説家）
  - 柳美里（小説家）
  - 五木寛之（小説家）
  - 大森望（翻訳家、SF書評家）
  - 高山羽根子（小説家・SF作家）
  - 新川帆立（ミステリー作家家）
  - 山本貴光（ゲーム作家）
  - プラープダー・ユン（小説家）
  - 大井昌和（漫画家）
  - 夏目房之介（漫画家）
- 美術
  - 黒瀬陽平（美術家）
  - 田中功起（美術家）
  - 梅津庸一（美術家）
  - 鈴木忠志（演劇）
- 社会科学
  - 西田亮介（社会学）
  - 井出明（観光学者）
  - 飯田泰之（経済学者）
  - 井上智洋（経済学者）
  - 楠木建（経営学者）
  - 石戸諭（ジャーナリスト）
  - 小松理虔（アクティビスト）
- 自然科学
  - 加藤文元（数学者）
  - 川上量生（エンジニア・経営者）